# Phanerotomella sculpturata
Phanerotomella sculpturata är en stekelart som beskrevs av Szepligeti 1900. Phanerotomella sculpturata ingår i släktet Phanerotomella och familjen bracksteklar. Inga underarter finns listade i Catalogue of Life.